# WSRP
 (août 2023).
Si vous disposez d'ouvrages ou d'articles de référence ou si vous connaissez des sites web de qualité traitant du thème abordé ici, merci de compléter l'article en donnant les références utiles à sa vérifiabilité et en les liant à la section « Notes et références ».
 (mars 2009).
Sa qualité peut être largement améliorée en utilisant un vocabulaire plus directement compréhensible.
WSRP signifie Web Services for Remote Portlets (dans la première version, le P final signifiait "Portal").

## La version 1.0 de WSRP
Au sein du consortium OASIS, la version 1.0 de la spécification WSRP a été adoptée en septembre 2003, le but étant de définir un standard pour intégrer de manière "plug-and-play", les Web Services interactifs et "user-facing" dans un portail web.
Les WSRP permettent les deux scénarios d'utilisation suivants :
- un fournisseur de contenu / service peut utiliser les WSRP pour faire appel à des portlets distantes offertes par des tiers (éditeurs applicatifs...) qu'il intègre dans son portail ;
- les éditeurs de services et d'applications publient des portlets locales en WSRP pour une utilisation à distance par des fournisseurs de contenu ou de services tiers.

Pour l'instant, en 2009, l'utilisation de ce mode de publication et d'intégration de services applicatifs n'a pas eu une grande diffusion.

## Spécifications WSRP 1.0
La spécification WSRP 1.0 définit :
- la description de l'interface WSDL pour l'invocation des services WSRP :
  - les opérations relatives au cycle de vie des instances,
  - les opérations pour obtenir un contenu et pour traiter les actions,
  - le protocole d'interaction entre le portail et les services ;
- comment publier, trouver et se lier aux services WSRP et les métadonnées associées :
  - les méthodes pour la publication et la recherche de services dans UDDI,
  - les métadonnées à fournir lors de la publication (nom, titre, balises supportées…) ;
- les règles de production des portions de balisage émis par les services WSRP :
  - pour HTML, XHTML en priorité, puis WML, C-HTML et VoiceXML,
  - définition de la réécriture des URL ;
- les mécanismes de sécurité applicables aux WSRP :
  - comment les consommateurs fournissent leurs identités aux producteurs,
  - comment l'authentification unique peut être fournie à un consommateur qui a de multiples producteurs.

## WSRP 2.0
La spécification WSRP v2.0 a été approuvée par Oasis en avril 2008.
http://www.oasis-open.org/committees/tc_home.php?wg_abbrev=wsrp